# Kobina Arku Korsah
Sir Kobina Arku Korsah (* 3. April 1894; † 25. Januar 1967) war der letzte Chief Justice der britischen Kolonie Goldküste (1956 bis 6. März 1957) und erster Chief Justice von Ghana. Korsah war der erste Ghanaer auf dem Posten des Chief Justice der Kolonie Goldküste; danach amtierte er weiter von der Unabhängigkeit Ghanas im März 1957 bis zu seiner Entlassung im Dezember 1963.

## Karriere
Der Jurist Korsah wurde im Jahr 1942 zusammen mit William Ofori Atta einer der ersten beiden Ghanaer, die in den Justizdienst unter Gouverneur Sir Alan Burns berufen wurden.
Von Elisabeth II. wurde er 1955 zum Knight Bachelor und 1960 zum Knight Commander of the British Empire geschlagen.
Im Jahr 1959 gehörte Korsah zu den 25 Gründungsmitgliedern der Ghana Academy of Arts an Sciences, damals noch unter dem Namen Ghana Academy of Learning (bis 1961).
Als Chief Justice war Korsah Vorsitzender Richter in einem Prozess gegen Angeklagte aus dem Bombenattentat gegen Ghanas ersten Präsidenten Kwame Nkrumah aus dem Jahr 1962. Nach dem Prozess entließ Nkrumah den Chief Justice im Dezember 1963, – unter Verstoß gegen die Verfassung aus dem Jahr 1960 – im Alter von 69 Jahren aus dem Amt.